# Dan Alon

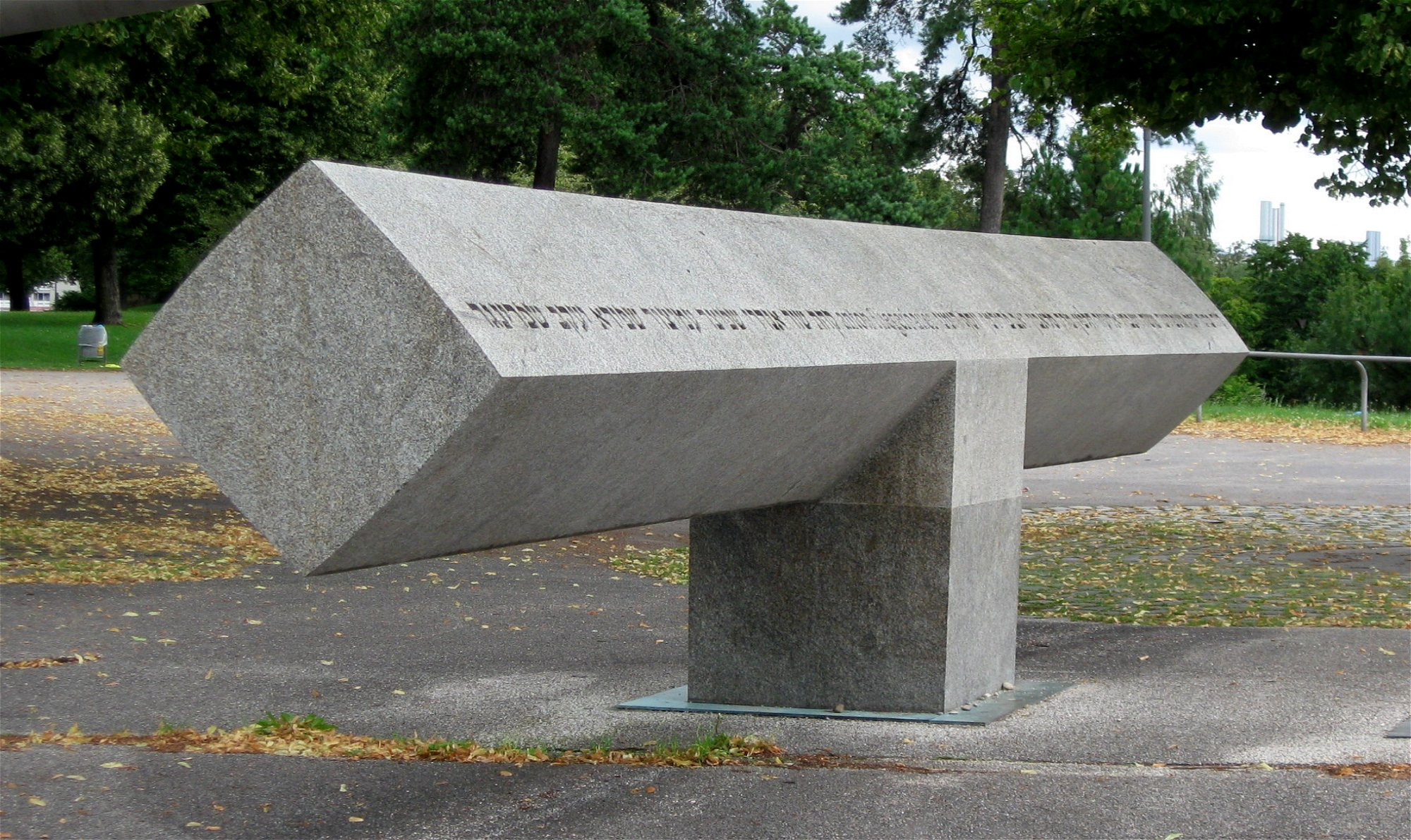
Denkmal für die Opfer im Olympiapark München

Daniel „Dan“ Alon (hebräisch דניאל "דן" אלון‎; geboren 28. März 1945 im Völkerbundsmandat für Palästina; gestorben 31. Januar 2018) war ein israelischer Ingenieur und Florettfechter.

## Leben
Im Alter von zwölf Jahren gewann Alon erstmals eine Fechtmeisterschaft in seiner Altersklasse, mit 16 wurde er israelischer Jugendmeister. 1965 und 1969 nahm er an der Maccabiah, der internationalen jüdischen Sportveranstaltung, teil. Zwischen 1968 und 1973 war er israelischer Meister. 
Bei den Olympischen Sommerspielen von 1972 in München war er israelischer Olympiateilnehmer im Florett-Einzel. Er überstand die erste Runde und schied im Achtelfinale aus.
Am Morgen des 5. September 1972 entging er knapp der Geiselnahme durch palästinensische Terroristen. Mit einem weiteren Fechter und zwei Sportschützen war er im Olympischen Dorf im Appartement 2 der Connollystraße 31 untergebracht. Elf Sportler aus Appartement 1 und 3 wurden als Geisel genommen, zwei Sportler wurden sofort ermordet. Alon und seine drei Kameraden hatten die Möglichkeit verworfen, mit den Sportgewehren die Terroristen anzugreifen, weil sie nicht wussten, wie viele es waren, und weil sie befürchteten, dass noch mehr Kollegen sofort erschossen würden. Sie flohen daher aus dem Gebäude. Bei der Befreiungsaktion am Abend des 5. September wurden auch die anderen neun Kameraden getötet. Alon musste noch die Habseligkeiten der getöteten Kameraden einpacken und reiste mit den überlebenden Mitgliedern der israelischen Olympiamannschaft ab. Die Olympischen Spiele wurden nach einem Tag Unterbrechung fortgesetzt. Alon hielt die Fortsetzung für eine richtige Entscheidung.
Alon war 1967 als einfacher Soldat im Sechstagekrieg eingezogen worden und wurde auch 1973 im Jom-Kippur-Krieg eingesetzt. Er hat als Ingenieur und Direktor eines kunststoffverarbeitenden Betriebs gearbeitet. Die Angst vor weiteren Anschlägen hat ihn sein Leben lang auf Geschäftsreisen ins Ausland verfolgt. Seit der Produktion des Films München von Steven Spielberg 2005 wurde er wiederholt auf seine Erlebnisse angesprochen, wollte sich aber im Vergleich zu den Angehörigen der Opfer nicht in den Vordergrund stellen. Er fühlte sich erst nach über dreißig Jahren in der Lage, in der Öffentlichkeit über die Geschehnisse zu sprechen. Erst 2012 fasste er gemeinsam mit Carla Stockton seine Erinnerung in den Memoiren „Munich memoir: Dan Alon's untold story of survival“ zusammen.
Alon war verheiratet und hatte drei erwachsene Kinder, von denen der Sohn Arik ebenfalls den Fechtsport ausübt. Er erlag Ende Januar 2018 im Alter von 72 Jahren den Folgen einer Krebserkrankung.